# 囚车驶向圣地
囚车驶向圣地或译为快乐在逃中（英語：Train of Life，法语：Train de Vie）是由法国、以色列、荷兰和比利时合作拍摄的一部悲情喜剧片，于1998年9月5日上映。电影讲述了一群在欧洲的犹太人为了躲避纳粹德国的屠杀，决定乘火车逃往耶路撒冷的故事。

## 剧情
当第二次世界大战的战火烧到法国后，在一个位于法国南部的犹太人小村庄里，得知消息的人们惊恐万分，在犹太青年Schlomo的建议下，村民们决定筹资购买一辆火车，再乔装成德军官兵以押运犹太人为名，搭乘火车逃往苏联，最终逃到圣城耶路撒冷。为了捐资购买火车，人们几乎变卖了所有财产。村民们还忙着赶制德军军装，制作旅途上的干粮。在一切准备就绪后，在夜色的掩护下，全村人开始了逃亡之旅。旅途中他们好几次遭遇纳粹军队的盘查阻挠，但总能一次次化险为夷，同时人们在艰苦的逃亡生活中依然苦中作乐，惊险的逃亡之旅也时时充满乐趣。火车最后到达了苏联与德国的边界，人们在欢呼过后乘着火车往苏联一侧开去。火车到苏联以后，一些选择留在了苏联，一些人去了耶路撒冷，还有人去了美国或其他的地方。这时电影画面转到了旁白者的身上，他现在身处纳粹集中营，原来这大逃亡只不过是他美丽的幻想罢了。

## 演员表
- 利昂尔·阿贝兰斯基 - Schlomo
- 鲁费斯 - Mordechai
- Clément Harari - le Rabbin
- 米歇尔·穆勒 - Yossi
- 阿加泽·德·拉·方丹 - Esther
- Johan Leysen - Schmecht
- Bruno Abraham-Kremer - Yankele
- Marie-José Nat - Sura
- Gad Elmaleh - Manzatou